# Тишлек Дмитро Петрович
Дмитро Петрович Тишлек — колишній заступник Голови Національної поліції України (10.09 — 19.12.2023). Кандидат юридичних наук.
Фігурант розслідування Bihus.Info, згідно з яким дружина Тишлека є громадянкою росії, а він сам має зв'язки з російським кримінальним світом. 28 жовтня 2023 року відсторонений від виконання службових обов'язків на час слідства.

## Життєпис
Народився у Донецьку. Роботу в органах внутрішніх справ розпочав у липні 2006 року на посаді слідчого, оперуповноваженого Будьонівського відділу Донецького управління Управління МВС України в Донецькій області. До листопада 2013 року працював в органах внутрішніх справ в Донецьку.
З листопада 2013 року до квітня 2014 року та з січня 2015 року до листопада 2015 року працював заступником начальника відділу Департаменту Державної служби боротьби з економічною злочинністю МВС України.
З квітня 2014 року до січня 2015 року — заступник начальника відділу Головного управління МВС України в Донецькій області.
З листопада 2015 року до жовтня 2019 року — начальник управління, начальник відділу Департаменту захисту економіки Національної поліції України.
З жовтня 2019 року до вересня 2023 року — начальник управління Департаменту стратегічних розслідувань Національної поліції України.
З 10 вересня 2023 року є заступником Голови Національної поліції України. 2
8 жовтня 2023 року відсторонений від виконання службових обов'язків.
В червні 2024 року зайняв посаду радника голови організаційно-організаційного відділу Департаменту забезпечення діяльності голови Нацполіції.

## Звання
Полковник поліції. Кандидат юридичних наук.

## Розслідування
26 жовтня 2023 року вийшло журналістське розслідування Bihus.Info, присвячене Тишлеку. У розслідуванні йдеться, що він користується нерухомістю та автівкою родини партнера російського кримінального авторитета, а його дружина досі має російське громадянство.

### Зв'язки із російським кримінальним світом
У вересні-жовтні 2023 року Тишлека помічали в елітному котеджному містечку під Києвом. За даними журналістів, він на цей час жив у одному з будинків Наталі Нечепоренко. Навесні 2022 року Тишлек виїжджав за кордон на автівці Віталія Нечепоренко — чоловіка Наталі. Подружжя Нечипоренко мають спільний бізнес з Андріаном Родіним (він же Андрєй Іманалі, він же «Полузвєрь»). За даними журналістів, це російський кримінальний авторитет, один із лідерів ростовського "ОПГ «Сельмаш».
У 2019 році очільник кримінальної поліції В'ячеслав Аброськін заявив, що «Полузвєря» виявили в Києві на сходці в ресторані. Аброськін обіцяв видворити Іманалі з країни, але натомість видалив свій пост із Фейсбука. У 2021 році, перед тим як РНБО затвердила санкції щодо понад півтисячі осіб кримінального світу, ЗМІ опублікували перелік, де серед інших фігурувало і прізвище Іманалі. Та коли на сайті Президента оприлюднили фінальний варіант, Іманалі вже там не знайшлося. Цей список був одним з небагатьох, який готувало МВС, в структурах якого працює Тишлек.

### Житло
Під час роботи в МВС Тишлек безоплатно користувався київською квартирою на Печерську площею 140 м2 за ціною, нижчою за мінімальну ринкову вартість оренди житла в Києві. На нього в березні 2024 року склали адміністративний протокол.

## Кримінальне провадження
28 жовтня 2023 року Тишлека було відсторонено від посади заступника Голови Національної поліції України на час розслідування кримінального провадження, початого за його заявою після журналістського розслідування. За даними Ігоря Клименка, голови МВС України, після публікації журналістського розслідування Тишлек звернувся до ДБР з проханням перевірити оприлюднену інформацію.
19 грудня 2023 року Тишлек подав у відставку.
21 грудня 2023 року МВС повідомило про результати перевірки Тишлека, міністерство не знайшло підтвердження тому, що дружина Тишлека має російський паспорт, що теща Тишлека купила квартиру за його кошти, але знайшли підтвердження тому, що Тишлек користувався помешканнями третіх осіб. Імен їх МВС не називає.
14 березня 2024 року НАЗК склало протокол на Тишлека.

## Оцінки діяльности
На думку журналіста, головного редактора видання «Цензор.нет» Юрія Бутусова, голова Офісу Президента Андрій Єрмак та його заступник Олег Татаров захищали від звільнення Тишлека з посади заступника начальника Нацполіції, а Зеленський не хотів відповідати за призначення та зволікання зі звільненням.
На думку ветерана та голови ГО "Українське об'єднання «Мрія» Юрія Гудименка, справу Тишлека намагалися зам'яти та надіслав звернення до антикорупційних органів з проханням провести перевірку.
21 листопада 2023 року стало відомо, що НАБУ моніторило спосіб життя Тишлека та перевіряло дотримання законів і відсутність конфлікту інтересів. 

## Родина
- Дружина — Олександра Балакай, громадянка Росії, вона та її мати неодноразово відвідували окупований РФ Крим[28][20].